# Гонсалес, Хуан Карлос
Хуа́н Ка́рлос Гонса́лес Орти́с, по прозвищу Кана́рио (исп. Juan Carlos "Canario" González Ortiz; 22 августа 1924, Колония-дель-Сакраменто — 15 февраля 2010, Монтевидео, Уругвай) — уругвайский футболист, защитник сборной Уругвая и клуба «Пеньяроль», за который выступал на протяжении всей своей карьеры.

## Биография
Родился в департаменте Колония и в 12 лет начал играть за местную команду «Пеньяроль Колония». В 1943 году попал в третью команду столичного «Пеньяроля» и сразу выиграл чемпионат среди третьих команд. Ситуация повторилась год спустя, но уже на уровне вторых команд, а в 1945 году «Канарио» дебютировал за основу и с ходу стал уже полноценным чемпионом Уругвая. Дальнейшая карьера Гонсалеса связана исключительно с «чёрно-жёлтым» клубом.
В 1950 году Гонсалес принял участие в победном чемпионате мира 1950 года в составе сборной Уругвая. Левый полузащитник сыграл в первых двух матчах Селесте на турнире, а затем его место в оставшихся двух матчах (включая решающий, Мараканасо) досталось Шуберту Гамбетте. Таким образом, Хуан Карлос Гонсалес стал чемпионом мира. Всего за сборную выступал с 1950 по 1952 год.

## Достижения
- Чемпион мира (1): 1950
- Чемпион Уругвая (5): 1945, 1949, 1951, 1953, 1954
- Победитель Кубка Монтевидео (1): 1954